# Belgacem Gammougui
Belgacem Gammougui (ur. 10 lutego 1975) – tunezyjski zapaśnik walczący w stylu klasycznym. Zajął siódme miejsce na igrzyskach śródziemnomorskich w 2001. Srebrny medalista mistrzostw Afryki w 2000 i 2001. Szesnasty na igrzyskach wojskowych w 1999 roku.